# Ordensburg Rujen
Die Ruinen der Höhenburg Burg Rujen (lettisch Rūjienas pilsdrupas) befinden sich am Rande des heutigen Dorfes Rūjiena am rechten Ufer der Ruje in Lettland. Die Region unterstellte sich nach der Schlacht am Matthäus-Tag dem Schwertbrüderorden.

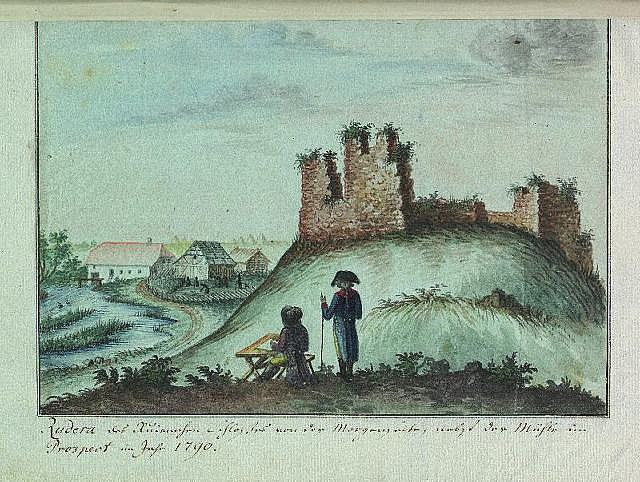
Ansicht der Ruinen von 1790

Die Burg als Ordensburg des Livländischen Ordens wurde 1499 erstmals erwähnt. Ihr Burggebiet umfasste nicht nur das Kirchspiel Rujen, sondern auch den am rechten Ufer der Salis gelegenen Teil des Kirchspiels Salisburg. Rujen hatte mit Karkus und Heimet einen gemeinsamen Vogt. Das Hakelwerk Rujen wird 1555 als oppidum, also als Städtchen, bezeichnet.
Während der Regierungszeit von Iwan III. wurde Burg Rujen wiederholt von russischen Truppen angegriffen. Während des Livländischen Krieges 1560 wurde die Burg vom litauischen Adel besetzt, geplündert und verbrannt, aber danach wiederhergestellt. Die Besatzung der Burg ergab sich 1575 König Magnus, doch im Herbst 1575 gelang es den Deutschen, sie wieder einzunehmen. Rujen wurde 1582 geschleift, wurde aber 1554 noch als Schloss bezeichnet.

## Beschreibung
Die ovale Burganlage deutet darauf hin, dass sich vorher eine Wallburg an der Stelle der Burg befand. Der Burghügel befindet sich am rechten Ufer des Flusses Rūja, umgeben von einem tiefen Graben mit einer Brücke an der Westseite. Rujen war eine typische Mantelmauerburg, der einzige viereckige Turm an der Nordseite ist an den Mauermantel angelehnt. Später wurde an der Nordseite ein spätgotischer halbrunder Turm errichtet.

## Heutiger Zustand
Von der Ringmauer haben sich aus Findlingsgranit erbaute Fragmente von in 1 bis 2 m Höhe erhalten. Vom Torbau hat sich eine Erhöhung im Terrain erhalten.